# Bistum Islamabad-Rawalpindi
Das Bistum Islamabad-Rawalpindi (lat.: Dioecesis Islamabadensis-Ravalpindensis) ist eine in Pakistan gelegene römisch-katholische Diözese mit Sitz in Rawalpindi, einer Millionenstadt auf dem Pothohar-Plateau in der Provinz Punjab.

## Geschichte
Das Bistum Islamabad-Rawalpindi wurde durch Papst Leo XIII. 1887 als Apostolische Präfektur Kafiristan und Kaschmir aus dem Bistum Lahore heraus gegründet. Papst Pius XII. erhob die Präfektur 1947 zum Bistum Rawalpindi. 1952 wurden Gebiete abgetreten zur Gründung der indischen Präfektur Jammu-Srinagar. Durch Papst Johannes Paul II. wurde das Bistum umfirmiert in das heutige Bistum Islamabad-Rawalpindi.
Das Bistum Islamabad-Rawalpindi ist ein Suffraganbistum des Erzbistums Lahore.
In Rawalpindi wurde 1949 durch die Missionsgesellschaft vom hl. Joseph von Mill Hill die heutige St. Mary’s Academy (SMA) gegründet.

## Ordinarien
- Ignatius Brouwer MHM, Präfekt von Kafristan und Kashmir (1888–1894)
- Reyndes MHM, Präfekt von Kafristan und Kashmir (1894–1899)
- Domenico Wagenaar (Wagener) MHM, Präfekt von Kafristan und Kashmir (1901–1914)
- Robert J. Winkley MHM, Präfekt von Kafristan und Kashmir (1914–1930)
- Giuseppe Patrizio O’Donohoe MHM, Präfekt von Kafristan und Kashmir (1934–1947)
  - Mayer MHM, Pro-Präfekt von Kafristan und Kashmir (1943–1952)
- Nicholas Hettinga MHM (1947–1973)
- Simeon Anthony Pereira (1973–1993), dann Koadjutorbischof von Karatschi
- Anthony Theodore Lobo (1993–2010)
- Rufin Anthony (2010–2016)
- Joseph Arshad (seit 2017)